# Viktória Chladoňová
Viktória Chladoňová (Soblahov, 15 novembre 2006) è una ciclista su strada, ciclocrossista e mountain biker slovacca, professionista nel World Tour con la squadra olandese Visma-Lease a Bike.
Nel 2024 ha vinto la gara Junior di cross country ai mondiali di mountain bike ed è arrivata seconda nella cronometro Junior e terza nella prova in linea Junior ai mondiali su strada.

## Biografia
È nata il 15 novembre 2006 nel villaggio di Soblahov nel distretto di Trenčín. Ha iniziato di andare in bicicletta quando aveva dieci anni.

## Carriera
Nel febbraio 2023, al primo anno da Junior, si classifica nona nella gara di categoria ai campionati del mondo di ciclocross. Nel novembre 2023 vince la medaglia di bronzo nella gara junior ai Campionati europei di specialità a Pontchâteau; ai successivi campionati del mondo di ciclocross a Tábor, nel febbraio 2024, è medaglia di bronzo nella gara junior. 
Nel maggio 2024 vince la prova di UCI XCO Junior Series a Nové Město na Moravě, nella specialità del cross country. Attiva anche su strada, nello stesso mese si classifica seconda assoluta e miglior scalatrice al Tour du Gévaudan Occitanie, prova di Coppa delle Nazioni junior. Nel giugno seguente si aggiudica i campionati slovacchi junior a cronometro e in linea su strada. Ai successivi campionati del mondo di mountain bike ad Andorra, nell'agosto 2024, vince il titolo iridato nel cross country junior. Tornata alla strada, nel settembre 2024 si piazza terza nella cronometro junior ai campionati europei nel Limburgo belga; poche settimane dopo è quindi seconda nella cronometro junior e terza nella prova in linea ai campionati del mondo su strada a Zurigo. Nello stesso mese firma un contratto professionistico triennale, valido fino a fine 2027, con il WorldTeam olandese Visma-Lease a Bike.

## Palmarès

### Strada
- 2024 (Juniores)

Campionati slovacchi, Prova a cronometro Juniores
Campionati slovacchi, Prova in linea Juniores
Groupama Ladies Race Slovakia

#### Altri successi
- 2024 (Juniores)

Kritérium Trnava
Brilon Cup - Náměšť nad Oslavou
SP Bánovce nad Bebravou
Kritérium Dudince
Cena Krupiny
Classifica scalatrici Tour du Gévaudan Occitanie femmes
4ª tappa SPORTLAND NÖ womens|kids tour
National Championships Slovakia - Hill Climbing
Red Bull Hill Chasers

### Ciclocross
- 2022-2023 (Juniores)

Grand Prix Podbrezová
Campionati slovacchi, Junior
- 2023-2024 (Juniores)

GP Selce
Grand Prix Podbrezová
Grand Prix Topoľčianky
prova Cyclo-cross European Cup, Junior (Samorín)
Campionati slovacchi, Junior
Grand Prix Ziar nad Hronom
Grote Prijs Adrie van der Poel, 6ª prova Coppa del mondo Junior (Hoogerheide)
- 2024-2025

Grand Prix Trnava
Grand Prix Topoľčianky
Grand Prix Topolcianky 2
Grand Prix Podbrezová
4ª prova Cyclo-cross European Cup, Under-23 (Samorín)
Campionati slovacchi, Elite

### Mountain biking
- 2023 (Juniores)

Grand Prix Zadov - Czech MTB Cup, Cross country Junior (Zadov)
Campionati slovacchi, Cross country Junior
- 2024 (Juniores)

Grand Prix Zadov - Czech MTB Cup, Cross country Junior (Zadov)
UCI XCO Junior Series, Cross country Junior (Nové Město na Moravě)
Campionati slovacchi, Cross country Junior
Campionati slovacchi, Cross country Junior

## Piazzamenti

### Competizioni mondiali
- Campionati del mondo su strada

Glasgow 2023 - In linea Junior: 12ª
Zurigo 2024 - Cronometro Junior: 2ª
Zurigo 2024 - In linea Junior: 3ª
- Campionati del mondo di ciclocross

Hoogerheide 2023 - Junior: 9ª
Tábor 2024 - Staffetta mista: 8ª
Tábor 2024 - Junior: 3ª
Liévin 2025 - Under-23: 6ª
- Campionati del mondo di mountain bike[3]

Glasgow 2023 - Cross country Junior: 18ª
Pal Arinsal 2024 - Staffetta mista: 13ª
Pal Arinsal 2024 - Cross country Junior: vincitrice

### Competizioni continentali
- Campionati europei su strada

Drenthe 2023 - In linea Junior: 6ª
Limburgo 2024 - Cronometro Junior: 3ª
Limburgo 2024 - In linea Junior: 47ª
- Campionati europei di ciclocross

Namur 2022 - Junior: 8ª
Pontchâteau 2023 - Junior: 3ª
Pontevedra 2024 - Under-23: 6ª
- Campionati europei di mountain bike[3]

Anadia 2023 - Cross country Junior: 15ª